# Anca Todoni
Anca Alexia Todoni (Timișoara, 10 ottobre 2004) è una tennista romena.

## Carriera
Anca Todoni ha vinto 5 titoli in singolare e 4 titoli nel doppio nel circuito ITF in carriera. Il 31 marzo 2025 ha raggiunto il best ranking in singolare raggiungendo la 83ª posizione mondiale, mentre il 27 gennaio 2025 ha raggiunto la 275ª posizione mondiale in doppio.
Dopo l'attività nel circuito juniores tra il 2018 e il 2020, Anca Todoni si dedica completamente all'attività professionistica dallo stesso anno debuttando al torneo ITF di Candia a novembre. Predilige la terra battuta, ed è proprio su questa superficie che si aggiudica il primo titolo a livello ITF nel 2022 e i successivi 4 conquistati l'anno seguente.
Nel 2023 fa il suo debutto per la squadra rumena di Fed Cup, dove ha un bilancio complessivo di 8 vittorie e 4 sconfitte.

### 2024: Debutto Slam e primi titoli WTA 125
Nel 2024, Anca esordisce nel circuito WTA grazie ad una wildcard ricevuta per giocare nel tabellone principale del Transylvania Open, dove è stata sconfitta nel primo turno dalla russa Ėrika Andreeva.
Alla Copa Colsanitas, torneo che si tiene sulla terra di Bogotà, si qualifica per il main-draw e si aggiudica la prima vittoria sul circuito maggiore superando Lucrezia Stefanini. Nel secondo turno, viene sconfitta dalla testa di serie numero 6 Camila Osorio in due set, dopo averla impegnata al tie-break nel primo parziale.
A giugno disputa per la prima volta le qualificazioni di un torneo Slam, all'Open di Francia, dove però ne esce sconfitta all'esordio dalla più quotata Olga Danilović in tre set. Il giorno 9 dello stesso mese, si aggiudica il primo titolo WTA 125 della carriera in singolare all'Open delle Puglie a Bari da sfavorita, superando nel corso del torneo giocatrici come Fiona Ferro e Nadia Podoroska, poi l'ungherese Panna Udvardy in finale con il punteggio di 6-3, 6-0.
Ottiene un importante risultato a Wimbledon dove riesce a superare brillantemente le qualificazioni e si aggiudica il primo main draw della carriera in uno Slam. Al primo turno supera la lucky loser Danilović in un rematch del Roland Garros in due set, ottenendo la prima vittoria Slam della carriera; nel turno successivo, cede alla numero 2 del mondo Coco Gauff racimolando appena tre giochi.
In estate, prende parte all'Hungarian Grand Prix, dove ne esce sconfitta subito al primo turno dalla testa di serie numero 3 Wang Xiyu, dopo non aver sfruttato due set point nel secondo parziale.
Il 3 novembre, ritorna a vincere conquistando il secondo WTA 125 della carriera e in stagione al Bolivia Open, tenutosi a Santa Cruz, dove ha la meglio in finale sulla colombiana Emiliana Arango con il punteggio di 7-6(5), 6-0.

### 2025: Top 100 e due titoli WTA 125
Anca inizia la stagione al WTA 500 di Brisbane, dove riesce a superare le qualificazioni. Nel torneo supera al primo turno la spagnola Cristina Bucșa rimontando un break di svantaggio, mentre al turno successivo viene estromessa dalla ceca Linda Nosková in due set. Prosegue il buon momento a Melbourne dove supera per la seconda volta in carriera le qualificazioni; al primo turno è opposta alla testa di serie numero 5 e finalista della scorsa edizione Zheng Qinwen, dove la spinge fino al tie-break nel primo set e vince appena un gioco nel secondo.
Nel mese di marzo, entra nelle prime 100 della classifica WTA. Il 23 marzo si aggiudica il terzo titolo WTA 125 della carriera al Megasaray Hotels Open di Adalia, sconfiggendo in finale la spagnola Leyre Romero Gormaz con il punteggio di 6-3, 6-2. L'8 giugno, Anca si riconferma campionessa all'Open delle Puglie, battendo in finale Anna Bondár con il punteggio di 6(4)-7, 6-4, 6-4 e conquistando il secondo titolo WTA 125 stagionale, il quarto complessivo.

## Circuito WTA 125

### Singolare

#### Vittorie (4)
| N. | Data            | Torneo                        | Superficie  | Avversaria in finale | Punteggio        |
| 1. | 9 giugno 2024   | Open delle Puglie, Bari       | Terra rossa | Panna Udvardy        | 6-4, 6-0         |
| 2. | 3 novembre 2024 | Bolivia Open, Santa Cruz      | Terra rossa | Emiliana Arango      | 7-6(5), 6-0      |
| 3. | 23 marzo 2025   | Megasaray Hotels Open, Adalia | Terra rossa | Leyre Romero Gormaz  | 6-3, 6-2         |
| 4. | 8 giugno 2025   | Open delle Puglie, Bari (2)   | Terra rossa | Anna Bondár          | 6(4)-7, 6-4, 6-4 |

## Statistiche ITF

### Singolare

#### Vittorie (5)
| Torneo $100.000 (0) |
| Torneo $80.000 (0)  |
| Torneo $60.000 (0)  |
| Torneo $40.000 (0)  |
| Torneo $25.000 (2)  |
| Torneo $15.000 (3)  |

| N. | Data            | Torneo                            | Superficie  | Avversaria in finale | Punteggio     |
| 1. | 30 ottobre 2022 | Antalya Series, Adalia            | Terra rossa | Patricia Maria Țig   | 6–2, 7–6(4)   |
| 2. | 18 giugno 2023  | Kranjska Gora Open, Kranjska Gora | Terra rossa | Paula Cembranos      | 6–1, 6–2      |
| 3. | 25 giugno 2023  | Irina Begu Trophy, Bucarest       | Terra rossa | Ștefania Bojică      | 6–4, 6–0      |
| 4. | 13 agosto 2023  | Osijek Open, Osijek               | Terra rossa | Lina Ǵorčeska        | 6–4, 6–3      |
| 5. | 20 agosto 2023  | Trofeul Ion Tiriac, Bistrița      | Terra rossa | Lucija Ćirić Bagarić | 7–5, 1–6, 6–2 |

#### Sconfitte (4)
| Torneo $100.000 (0) |
| Torneo $80.000 (0)  |
| Torneo $60.000 (0)  |
| Torneo $40.000 (1)  |
| Torneo $25.000 (1)  |
| Torneo $15.000 (2)  |

| N. | Data             | Torneo                                               | Superficie  | Avversaria in finale | Punteggio        |
| 1. | 4 dicembre 2022  | Antalya Series, Adalia                               | Terra rossa | Mayuka Aikawa        | 1–6, 0–6         |
| 2. | 19 febbraio 2023 | Sharm ElSheikh Egypt Women's Future, Sharm el-Sheikh | Cemento     | Dalila Spiteri       | 3–6, 7–6(4), 1–6 |
| 3. | 2 luglio 2023    | Kuršumlijska Banja Women's, Kuršumlijska Banja       | Terra rossa | Martha Matoula       | 2–6, 6(2)-7      |
| 4. | 17 agosto 2025   | Saskatoon Challenger, Saskatoon                      | Cemento     | Himeno Sakatsume     | 6(1)-7, 3-6      |

### Doppio

#### Vittorie (4)
| Torneo $100.000 (0) |
| Torneo $80.000 (0)  |
| Torneo $60.000 (0)  |
| Torneo $40.000 (1)  |
| Torneo $25.000 (1)  |
| Torneo $15.000 (2)  |

| N. | Data            | Torneo                                  | Superficie  | Compagna            | Avversarie in finale         | Risultato           |
| 1. | 19 marzo 2023   | Heraklion Crete, Heraklion              | Terra rossa | Patricija Paukštytė | Shavit Kimchi Nina Vargová   | 6–3, 6(7)-7, [10–5] |
| 2. | 18 giugno 2023  | Kranjska Gora Open, Kranjska Gora       | Terra rossa | Katerina Tsygourova | Paula Cembranos Liisa Varul  | 6–1, 6–0            |
| 3. | 28 ottobre 2023 | Women's Heraklion, Heraklion            | Terra rossa | Ilinca Amariei      | Melanie Klaffner Sinja Kraus | 6–0, 5–7, [10-1]    |
| 4. | 1º giugno 2024  | ITF Ladies NRW International, Troisdorf | Terra rossa | Raluca Șerban       | Yana Morderger Chiara Scholl | 6-0, 6-3            |

#### Sconfitte (2)
| Torneo $100.000 (0) |
| Torneo $80.000 (0)  |
| Torneo $60.000 (1)  |
| Torneo $40.000 (0)  |
| Torneo $25.000 (0)  |
| Torneo $15.000 (1)  |

| N. | Data            | Torneo                                | Superficie  | Compagna       | Avversarie in finale           | Punteggio           |
| 1. | 5 febbraio 2023 | Egypt Women's Future, Sharm el-Sheikh | Cemento     | Sabina Dădaciu | Katarína Kužmová Darija Shauha | 3–6, 7–6(5), [3–10] |
| 2. | 5 ottobre 2024  | Šibenik Open, Sebenico                | Terra rossa | Raluca Șerban  | Živa Falkner Amarissa Tóth     | 1-2 rit.            |